# Frederic Prieto i Caballé
Frederic Prieto i Caballé (Barcelona, 16 de gener de 1940 – la Garriga, 18 de juliol del 2024) fou un capellà, teòleg, polític i activista català. Va exercir de batlle de Cornellà de Llobregat entre els anys 1979 i 1985, el primer d'aquest càrrec en democràcia després de la dictadura franquista. Com a diputat-president provincial d'Esports a la Diputació de Barcelona durant més d'un decenni, també va tenir un rol cabdal dins del comitè organitzador que va configurar urbanísticament els Jocs Olímpics de Barcelona del 1992 i, sobretot, també en la normalització i l'acceptació social dels Jocs Paralímpics d'aquell mateix any. El 1999 li va ser atorgada, per aquests mèrits, la Medalla de l'Orde Olímpic.
Des del vessant de la seva etapa juvenil cristiana, va destacar pel seu rupturisme i per les seves activitats semiclandestines amb l'Església catalanista contra la censura franquista i per la persecució política que rebé de les autoritats policials espanyoles. Políticament va migrar d'una filosofia cristiana i marxista cap al comunisme de Bandera Roja i del Partit Socialista Unificat de Catalunya (PSUC, després integrat a Iniciativa per Catalunya Verds) i, en els seus darrers anys, als valors del socialisme, del sobiranisme i de l'independentisme català. Es va convertir un dels activistes veïnals de referència en el Cornellà previ a la Transició, especialment marcat per l'explosió urbanística, demogràfica i de manca d'infraestructures bàsiques. Per aquest rol destacat d'implicació local, que va mantenir fins a la seva mort en entitats com l'Avenç de Cornellà o com a Síndic de greuges cornellanenc, va ser guardonat per l'Ajuntament de Cornellà amb el Premi d'Honor i la Medalla d'Or municipals.

## Trajectòria

### Infantesa i joventut
Frederic Prieto i Caballé, conegut sempre pel seu entorn amb el diminitiu de «Fede», va néixer al barri de Sants de Barcelona el 16 de gener de 1940. Provenia d'una família de quatre germans en què el seu avi havia estat un guàrdia civil que es va instal·lar a Barcelona després de la Setmana Tràgica, el seu pare era apoderat d'una empresa química i la seva mare tenia una merceria on Frederic hi va despatxar durant la seva infància.
Va cursar el batxillerat elemental a l'escola dels Maristes de Sants i després el batxillerat superior al col·legi de la Immaculada de les Clarisses. En aquest darrer es va començar a implicar en l'obra social cristiana, en aquells temps involucrant-se en la tasca d'un capellà del barri de Sants, Pere Oliveres. Anys després, el 1957 i a l'edat de disset anys, va ingressar al Seminari Conciliar de Barcelona, on va cursar els estudis de Filosofia i Teologia. Si bé aquesta institució imposava un control elevat sobre els estudiants, que no tenien permès de llegir la premsa, Prieto i la resta de seminaristes van aconseguir organitzar-se per trencar el rigor disciplinari i van fundar la revista Euge i una humil organització amb finalitats socials anomenada Fiambrera. Va ser en aquest ambient en què Prieto va rebre la influència de Casimir Martí i Martí i de Joan Anton Ventosa amb relació al diàleg entre seguidors del cristianisme i del marxisme.
L'any 1963, Prieto i Caballé va marxar a Itàlia, on va cursar la llicenciatura de Teologia i estudis de doctorat a la Pontifícia Universitat Gregoriana en dues etapes. Durant la seva primera estada es va convertir en sacerdot i va ser destinat a una parròquia de Rubí. Posteriorment, va tornar a Roma el 1967 per finalitzar els estudis i, en acabat, va ser destinat a la parròquia de Verge de Montserrat, al barri del Guinardó barceloní.
A partir d'aquest moment va assumir una major consciència política que el va portar a l'afiliació al Sindicat Democràtic d'Estudiants de la Universitat de Barcelona, a través d'Albert Balcells i González. Mentre va formar part de la parròquia de Verge de Montserrat, va participar d'un seguit d'accions semiclandestines de la comunitat religiosa que, sumades a una manifestació del primer de maig de 1966 —en què hi va assistir amb sotana després d'un acord de la parròquia per visibilitzar l'oposició d'una part de l'Església a la dictadura franquista— va comportar-li la detenció pel comissari Antonio Juan Creix. Juntament amb Alfonso Álvarez Bolado, van esdevenir els primers capellans en ser detinguts per la policia del règim.
Durant els seus anys a la parròquia, de la qual va ser responsable juntament amb Joan Rigol i Roig (que després es convertiria en líder de Unió Democràtica i en president del Parlament de Catalunya), ambdós van organitzar trobades secretes com la que va tenir lloc, sobre moviment obrer i qüestió nacional, amb l'Associació Democràtica de Dones l'any 1968. Aquella ponència va establir les bases d'una recuperació nacional catalana a partir de l'Estatut de Núria refrendat el 1931 i que va tenir ponents com Montserrat Roig i Fransitorra, Tomàs Chicharro i Manero o Marta Ferrussola i Lladós.

### Associacionisme i antifranquisme catòlic i militant
La seva lluita antifranquista va conduir Prieto i Caballé a rebutjar la paga de l'Estat espanyol que li pertocava com a capellà i va començar a treballar a l'editorial Fontanella. A finals dels anys 1960 es va secularitzar, va endegar estudis de Dret i va contribuir a la creació de la Comissió de Barri del Guinardó i a la promoció de la primera associació de veïns, Roca Guinarda. També es va integrar a l'organització comunista Bandera Roja (BR). Aquest activisme no va passar per alt a les autoritats franquistes, que el van afegir a la llista dels 462 catalans més vigilats pel franquisme. Aquest registre, el més extens i exhaustiu trobat mai a Catalunya, fou redactat per funcionaris del règim i el descrivia com a «Frederico Prieto Caballé: Progresista, catalano-separatista».

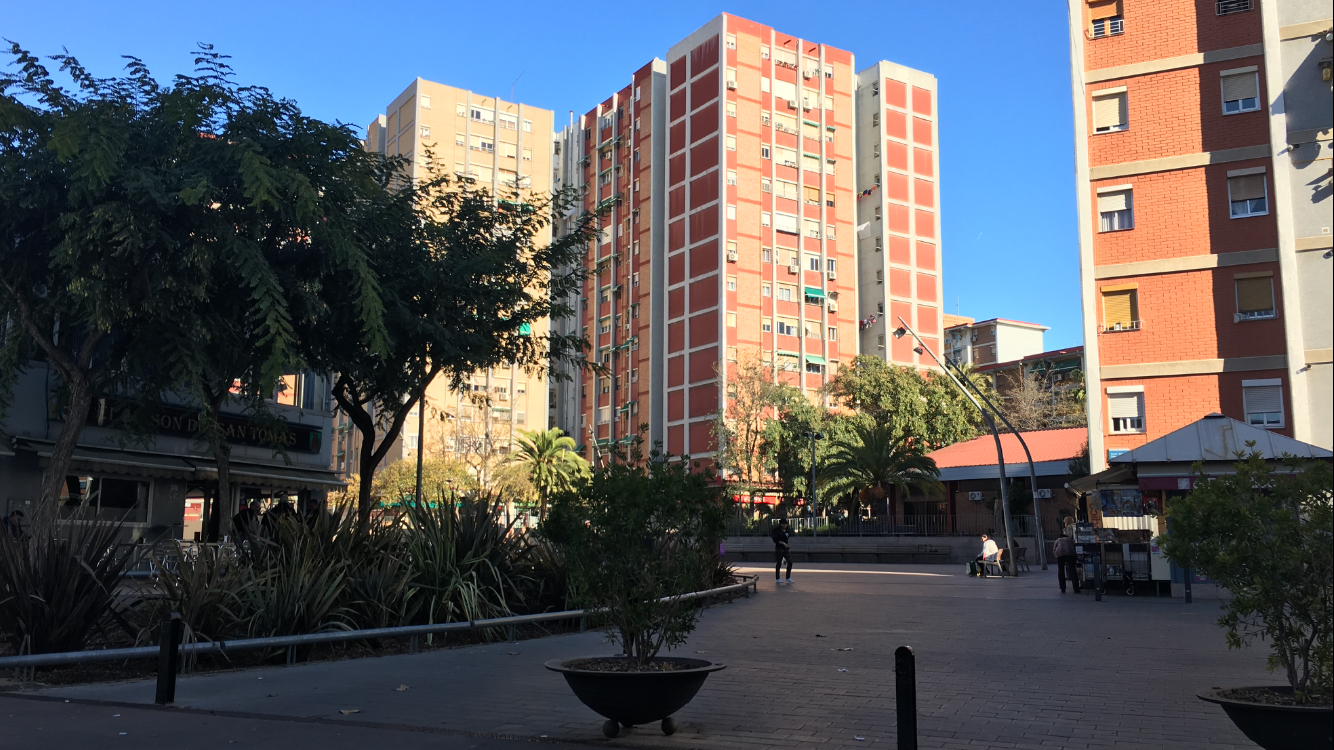
El barri de Sant Ildefons cornellanenc, en el qual Prieto i Caballé va establir-s'hi el 1971 i va dur a terme bona part de la seva vida associacionista i política

El 1971 es va instal·lar al barri de Sant Ildefons de Cornellà de Llobregat, malanomenat «Ciutat Satèl·lit» i edificat a corre-cuita com a suburbi de ciutat dormitori. Des de la seva arribada, va començar a promoure una Comissió de Barri, va crear la Coordinadora local de Comissions de Barri de Cornellà i va establir una col·laboració amb el sindicat de Comissions Obreres de Catalunya. També va contribuir al Casino Cultural de Sant Ildefons com a trampolí per recuperar els estatuts i la gestió de l'Associació de Veïns de Sant Ildefons, que en aquell moment es trobava totalment sotmesa a la influència de l'ajuntament de Cornellà de Llobregat. El 1974 es va proposar de refundar l'Associació de Veïns i ell en va esdevenir president: llavors va començar una nova etapa en què aquesta entitat va convertir-se en capdavantera del moviment associatiu de Cornellà i de la comarca del Baix Llobregat. En aquesta entitat, va defensar la inversió en nous serveis i equipaments i, especialment, va exigir a l'Ajuntament que aturés la concessió de noves llicències de construcció a Sant Ildefons, que es trobava desbordat amb una densitat poblacional de fins a 94.545 habitants/km² i àdhuc barraquisme greu.
També durant l'any 1974, Prieto i Caballé, amb altres membres de Bandera Roja, van entrar a formar part del Partit Socialista Unificat de Catalunya (PSUC), en el qual ell va assumir el rol de dirigent local i comarcal i també es va integrar al comitè executiu i al comitè central. Un any després, va contribuir de la creació de la Coordinadora d'Associacions de Veïns de Cornellà i va participar del Manifest dels 22 —amb altres persones representatives de l'associacionisme cornellanenc i a favor de la democratització municipal. A més, formà part dels fundadors de la Comissió de Barri i Fàbriques de Sant Ildefons, de marcat caràcter obrer, sindicalista i llavors encara clandestí, atesa la forta indústria de Cornellà durant la segona meitat del segle xx.

### Batllia cornellanenca i diputació provincial

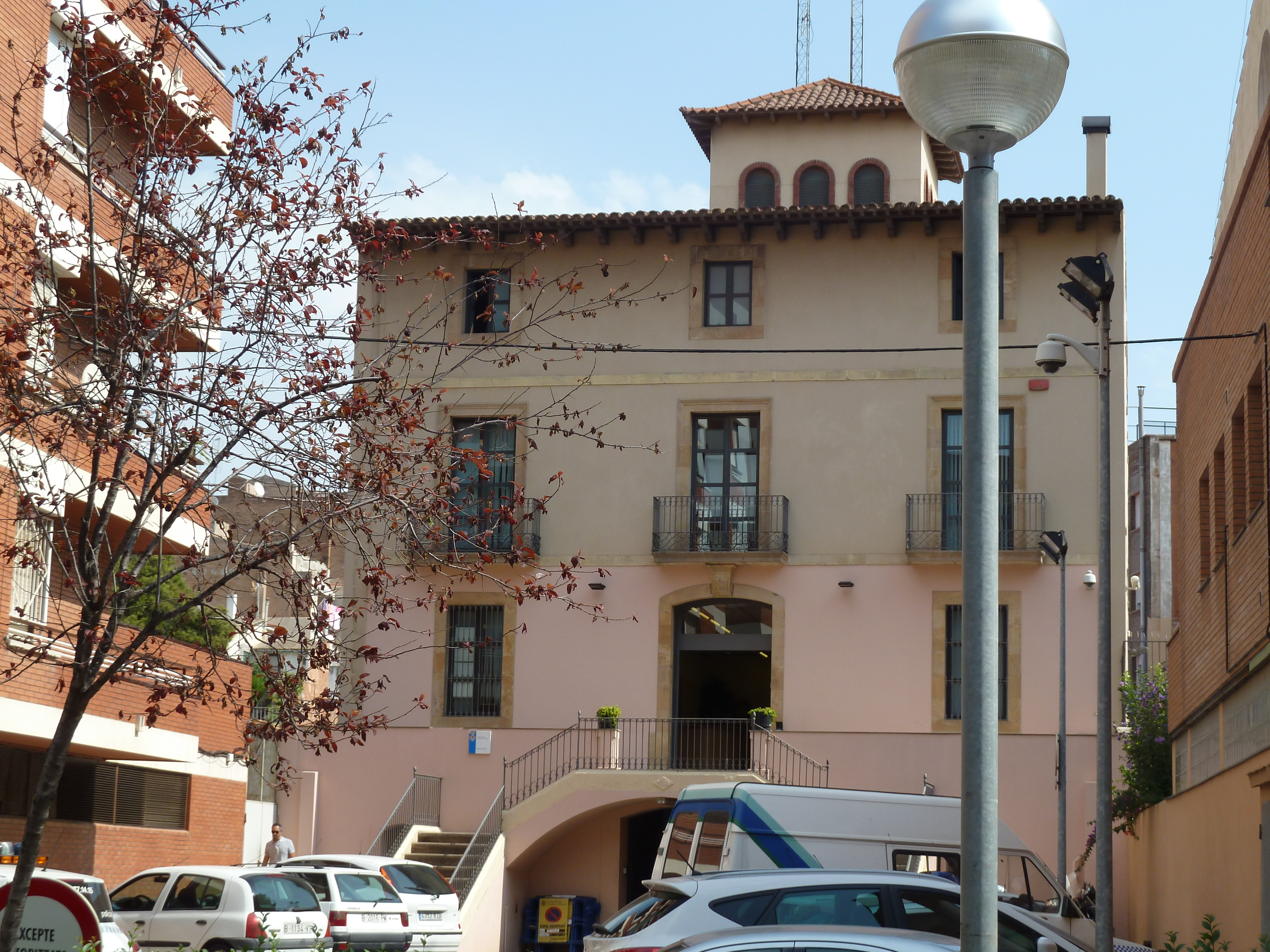
L'edifici senyorial de Can Gaya, salvat al darrer moment durant la primera legislatura municipal de Frederic Prieto i Caballé.

Amb la fi del franquisme, el seu reconeixement dins la ciutat pel seu activisme social, polític i antifeixista el van dur a guanyar les eleccions municipals del 1979 i ser investit batlle de Cornellà de Llobregat, el primer en democràcia. Va obtenir 18.623 vots (46,2% dels emesos) i 13 dels 25 regidors. La seva entrada al govern de l'ajuntament, molt endarrerida perquè entre la mort del dictador Francisco Franco i les primeres eleccions ja havien passat quatre anys d'acció gestada per un batlle nomenat pel governador civil (el seu antecessor Joan Seijo i Viñas), va estar del tot condicionada per un deute previ de 500 milions de pessetes com a resultat de les finances anteriors i de la crisi econòmica dels anys 1980 a l'Estat espanyol. Tot i que Prieto i Caballé va apostar per la intervenció informal de les associacions en el funcionament del consistori, pel sentiment de pertinença comú en contra del concepte segregador de «xarneguisme» i del llegat franquista, així com per la municipalització d'alguns serveis per a reduir l'atur tan elevat de la ciutat, aquell ròssec multimilionari va hipotecar diverses actuacions socials i urbanístiques del consistori i va crear tensions polítiques. De fet, els primers mesos de mandat s'arribà a la xifra de 9.000 cornellanencs a l'atur, dels quals només tenien dret a subsidi poc més de 3.000, per causa de les polítiques de reajustament i la suspensió de pagaments de moltes fàbriques comarcals, una situació que va excedir la capacitat del seu govern local. Per altra banda, va haver de replanificar els usos del sòl urbà i industrial i reconfigurar l'administració interna. Fins i tot amb una situació en què va haver de prioritzar el teixit social, al govern municipal de Prieto i Caballé se reconeix el mèrit d'haver aprovat el primer paquet de mesures d'urgència culturals pel que fa al patrimoni històric: va salvar aprovar in extremis Can Gaya, va desocupar i prohibir l'ús del Castell del Borni (molt malmès) com a estable, va crear i iniciar els tràmits per a integrar el nou Arxiu Històric a la xarxa de la Generalitat de Catalunya i, especialment, va documentar els conjunts constructius més destacats en el primer catàleg oficial de patrimoni històric cornellanenc protegit (béns culturals d'interès local), coelaborat pel llavors regidor de Cultura Joan Tardà i Coma.
El seu mandat a l'ajuntament es va reeditar amb les eleccions del 1983, tot i que amb el PSUC empatat en nombre de regidors amb el PSC (11), si bé aquest darrer amb més vots (17.868 del PSC per 16.457 del PSUC; el 42,6% i el 39,2% respectivament). Si bé Prieto i Caballé guanyà la batllia amb un vot extra (amb els del PSUC, els de Convergència Democràtica i els del Partit Popular), el trencament intern del PSUC en aquella dècada, així com la pressió implacable de l'oposició del Partit Comunista de Catalunya i dels socialistes i la marxa per desavinences d'alguns regidors van obligar-lo a acordar un pacte de coalició amb el Partit dels Socialistes de Catalunya (PSC), que a mitja legislatura va conferir la batlia al socialista José Montilla i Aguilera. El cisma intern del PSUC va ser un terrabastall polític que, en la seva sortida com a batlle, s'havia saldat amb la pèrdua de 800 a només 25 afiliats; en les eleccions posteriors del 1987, els socialistes de Montilla i Aguilera van obtenir la majoria absoluta.
Paral·lelament a la batllia, també va exercir un total de setze anys com a diputat provincial de la Diputació de Barcelona, dividits en dues etapes: al llarg dels primers quatre anys de batlle i, a partir de les eleccions municipals del 1987, de manera ininterrompuda fins al 1999, llavors com a afiliat d'Iniciativa per Catalunya Verds (ICV). Com a diputat de l'Àrea d'Esports i Turisme de la Diputació de Barcelona, durant un temps amb el càrrec diputat-president d'aquesta secció, va ser membre executiu del Comitè Organitzador Olímpic Barcelona'92 (COOB'92), encarregat de la direcció organitzativa dels Jocs Olímpics d'estiu de Barcelona del 1992. Hi va tenir un paper molt rellevant pel que fa al plantejament urbanístic (especialment la construcció del Palau Sant Jordi), a la inversió econòmica i també en la dignificació i el reconeixement social que van tenir els posteriors Jocs Paralímpics d'estiu del 1992, amb un canvi de paradigma en la percepció pública sobre l'esport adaptat. Segons ell mateix va afirmar, «van ser els primers Jocs Paralímpics en què van tenir la mateixa dignitat que els Olímpics, tant en preparació, en organització, en utilització dels mateixos escenaris i en tots els altres elements de comunicació, imatge i sensibilització». Durant aquest període també va prendre part en l'estratègia de reconversió turística en les comarques centrals de Catalunya adscrites a la província barcelonina, sobretot pel que fa als canvis comercials per l'arribada d'Internet.

### Continuació de l'activisme sociopolític, càrrec de síndic i reconeixements
Prieto i Caballé va continuar en l'activisme social, veïnal i cultural al llarg dels decennis vinents, amb una participació activa en diverses entitats com a l'Avenç de Cornellà, que va presidir durant diversos anys. El 1999, amb motiu de la seva tasca olímpica a la diputació, va rebre la Medalla de l'Orde Olímpic de la mà del president del Comitè Olímpic Internacional, el també català Joan Antoni Samaranch i Torelló. Endemés, per la seva contribució sostinguda a la millora del municipi, va rebre el guardó de Premi d’Honor Ciutat de Cornellà del 2001.

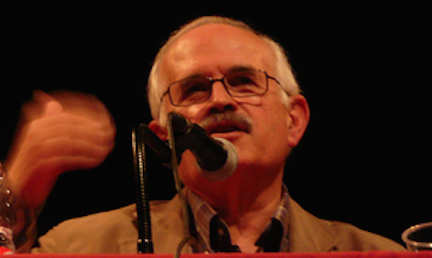
Frederic Prieto i Caballé durant un discurs en la seva etapa com a Síndic de Greuges de Cornellà de Llobregat.

L'any 2008 li va ser conferit el rol de primer Síndic de gregues cornellanenc, càrrec de mediació social i de defensa dels drets ciutadans a la ciutat que va ocupar fins al 2013. Un any després, el 2014, també va rebre per part del consistori la Medalla d’Or de la ciutat de Cornellà de Llobregat, distinció que també va ser atorgada a José Montilla. Durant aquella etapa, va prendre una postura procliu al sobiranisme i va liderar i presidir la Taula pel Dret a Decidir del Baix Llobregat, a fi i efecte d'ampliar les majories favorables a un referèndum d'autodeterminació a Catalunya. Això va fer que s'integrés al moviment de Procés Constituent, endegat per Arcadi Oliveres i Boadella i per Teresa Forcades i Vila, a fi i efecte de promoure noves confluències d'esquerres arreu del país. Aquells debats van propiciar la creació, a les eleccions municipals del 2015, del partit Cornellà en Comú-Crida per Cornellà, la llista del qual va tancar simbòlicament i que va obtenir cinc regidors i l'oposició majoritària. En aquest sentit, es va mostrar especialment crític amb l'encadenament de majories absolutes pràcticament consecutives del PSC a l'ajuntament cornellanenc, amb relació a la salut democràtica municipal i el 2017 va signar en un manifest amb altres exmilitants del PSUC a favor de la celebració definitiva del referèndum.
En els darrers anys de la seva vida, es va posicionar públicament i favorable amb l'independentisme català i va tancar novament, simbòlicament i com a independent, la candidatura a les eleccions municipals de 2023 d'Esquerra Republicana de Catalunya (ERC). La seva salut, per causa d'una fibrosi pulmonar i problemes renals, va empitjorar d'ençà de l'inici dels anys 2020, fins a la seva mort el 18 de juliol del 2024 a la seva residència de la Garriga. El consistori local va habilitar un espai provisional de memòria a la Sala de Plens de l’Ajuntament per a condolences, així com un espai web per a la mateixa funció i la declaració de tres dies de dol oficial sense actes institucionals i amb les banderes onejant a mig pal. Mesos després, l'abril del 2025, una comissió cívica estructurada per cornellanencs del seu entorn, com Josep Nogué i Felip, va organitzar un acte d'homenatge a l'Auditori de Cornellà amb el títol «Fede. Cornellà. Lluita i Progrés». L'esdeveniment tingué la participació del compositor Carles Beltrán, dels Castellers de Cornellà, dels Diables de Cornellà, del grup flamenc D'Anea i de cinc corals de la ciutat.

## Obres publicades
Frederic Prieto i Caballé, tant des de l'Avenç de Cornellà com a través d'entrevistes, conferències i publicacions, va difondre la seva experiència activista i al capdavant de la política municipal. Les seves dues obres més destacades van ser, d'una banda, el llibre La glòria i el poder. Gestació d'un ajuntament democràtic (L'Avenç de Cornellà, abril del 2008), a través de la qual va descriure el període convuls de la seva primera batllia postfranquista amb les particularitats de la lluita obrera, de la crisi i dels canvis urbanístics i demogràfics de Cornellà de Llobregat. De l'altra, anys més tard va publicar el llibre Síndic Municipal de Greuges: una proposta catalana en la defensa dels drets humans (Editorial Mediterrània, 2014), en col·laboració amb Joan Antoni Martínez i Prat i que reflexiona sobre aquesta figura ciutadana per a maximitzar-ne les bones pràctiques.